# I. A. L. Diamond
I. A. L. Diamond (nombre de nacimiento Ițec (Itzek) Domnici; Ungheni (Rumanía), 27 de junio de 1920 – Beverly Hills, California, 21 de abril de 1988) fue un escritor y guionista rumano nacionalizado estadounidense de la década de los 40 hasta los 80.  Fue uno de los grandes socios de Billy Wilder (después de que el director austríaco colaborara anteriormente con Charles Brackett), con quien escribió doce comedias.

## Biografía

### Primeros años
Diamond nació en Ungheni, Besarabia, Rumanía, actualmente Moldavia, se le conocía como "Iz" en Hollywood, y se sabía que bromeaba diciendo que sus iniciales significaban "Interscholastic Algebra League" (Liga interescolar de álgebra), un premio que había ganado mientras asistía a la Boys 'High School en Brooklyn.
Diamond emigró con su madre y su hermana, siguiendo a su padre a Brooklyn en los Estados Unidos a los 9 años. Allí estudió en el Boy's High School, mostrando habilidad en matemáticas, compitiendo en las Olimpiadas de Matemáticas estatales en 1936-1937 y ganando varias medallas en ellas.
Diamond completó sus estudios superiores en la Universidad de Columbia en 1941. Allí estudió periodismo, publicando en el Columbia Daily Spectator bajo el seudónimo de "I. A. L. Diamond". Fue editor de la revista de humor Jester of Columbia, miembro de la Philolexian Society, y se convirtió en la única persona en escribir cuatro producciones consecutivas de la revista anual, la Varsity Show. Como resultado, al graduarse abandonó sus planes de seguir su carrera de ingeniería en Columbia y aceptó un contrato en Hollywood.[cita requerida]

## Carrera en el cine
Enlazó una sucesión de breves contratos. Primero con Paramount Pictures, aunque su nombre no aparecía en los créditos. Luego cambió a Universal Pictures, donde en 1944 trabajó en su primer guion de largometraje acreditado, Murder in the Blue Room. Un año después, en la Warner Brothers, logró su primer éxito real (y el consiguiente reconocimiento como guionista) con Nunca te alejes de mí (Never Say Goodbye) en 1946. Entre 1951 y 1955, trabajó para la 20th Century Fox antes de dedicarse a su oficio de forma independiente.
En 1957, comenzó una relación de colaboración con Billy Wilder, en la película Ariane (Love in the Afternoon). A partir de ahí, la pareja escribió quizás la serie de películas más notables de Wilder, como Con faldas y a lo loco (Some Like It Hot), El apartamento (The Apartment) (con la que ganó un Premio de la Academia al mejor guion); Uno, dos, tres ; Irma la dulce; la comedia sexual Bésame, tonto (Kiss Me, Stupid), la nominada al Oscar En bandeja de plata (The Fortune Cookie y La vida privada de Sherlock Holmes (The Private Life of Sherlock Holmes). En total, Diamond y Wilder escribieron doce películas juntos durante 25 años. Algunas de estas películas presentan personajes involucrados en peleas interminables pero amistosas, como Joe y Jerry en Some Like it Hot y Holmes y Watson en La vida privada de Sherlock Holmes. La viuda de Diamond afirma que estos personajes se basaron en la relación de su esposo con Wilder.
En 1980, Diamond y Wilder recibieron el Premio Laurel del Writers Guild of America por sus logros profesionales en la escritura de guiones. Wilder había recibido previamente el Premio Laurel en 1957 por su asociación como guionista con Charles Brackett.
Diamond también tuvo un éxito con su adaptación en solitario de 1969 de la obra teatral Flor de cactus.

## Muerte
Diamond murió de un mieloma múltiple el 21 de abril de 1988.

## Filmografía

### Como guionista
- Murder in the Blue Room, de Leslie Goodwins (1944)
- Nunca te alejes de mí (Never Say Goodbye), de  James V. Kern (1946)
- Two Guys from Milwaukee, de David Butler (1946)
- Love and Learn, de Frederick de Cordova (1947)
- Always Together, de Frederick de Cordova (1948)
- Romanza en alta mar (Romance on the High Seas), de Michael Curtiz (1948) (diálogos)
- Two Guys from Texas, de David Butler (1948)
- The Girl from Jones Beach, de Peter Godfrey (1949)
- El amor no puede esperar (It's a Great Feeling), de David Butler (1949) (argumento)
- Memorias de un Don Juan (Love Nest), de Joseph M. Newman (1951)
- Divorciémonos (Let's Make It Legal), de Richard Sale (1951)
- Me siento rejuvenecer (Monkey Business), de Howard Hawks (1952)
- Something for the Birds, de Robert Wise (1952)
- Esa extraña sensación (That Certain Feeling), de Melvin Frank y Norman Panama (1956)
- Amor en la tarde (Love in the Afternoon), de Billy Wilder (1957)
- Loco por el circo (Merry Andrew), de Michael Kidd (1958)
- Con faldas y a lo loco (Some Like It Hot), de Billy Wilder (1959)
- El apartamento (The Apartment), de Billy Wilder (1960)
- Uno, dos, tres (One, Two, Three), de Billy Wilder (1961)
- Irma la dulce (Irma la Douce), de Billy Wilder (1963)
- Bésame, tonto (Kiss Me, Stupid), de Billy Wilder (1964)
- En bandeja de plata (The Fortune Cookie), de Billy Wilder (1966)
- Flor de cactus (Cactus Flower), de Gene Saks (1969)
- La vida privada de Sherlock Holmes (The Private Life of Sherlock Holmes), de Billy Wilder (1970)
- ¿Qué ocurrió entre mi padre y tu madre? (Avanti!), de Billy Wilder (1972)
- Primera plana (The Front Page), de Billy Wilder (1974)
- Fedora, de Billy Wilder (1978)
- Aquí, un amigo (Buddy Buddy), de Billy Wilder (1981)

### Como productor asociado
- Fedora (1978)
- The Private Life of Sherlock Holmes (1970)
- The Fortune Cookie (1966)
- Kiss Me, Stupid (1964)
- Irma la Douce (1963)
- One, Two, Three (1961)
- The Apartment (1960)
- Some Like It Hot (1959)

## Premios y distinciones
Premios Óscar
| Año  | Categoría                        | Película               | Resultado |
| ---- | -------------------------------- | ---------------------- | --------- |
| 1960 | Mejor guion                      | Con faldas y a lo loco | Nominado  |
| 1961 | Mejor guion original             | El apartamento         | Ganador   |
| 1967 | Mejor argumento y guion original | En bandeja de plata    | Nominado  |